# Méthane atmosphérique

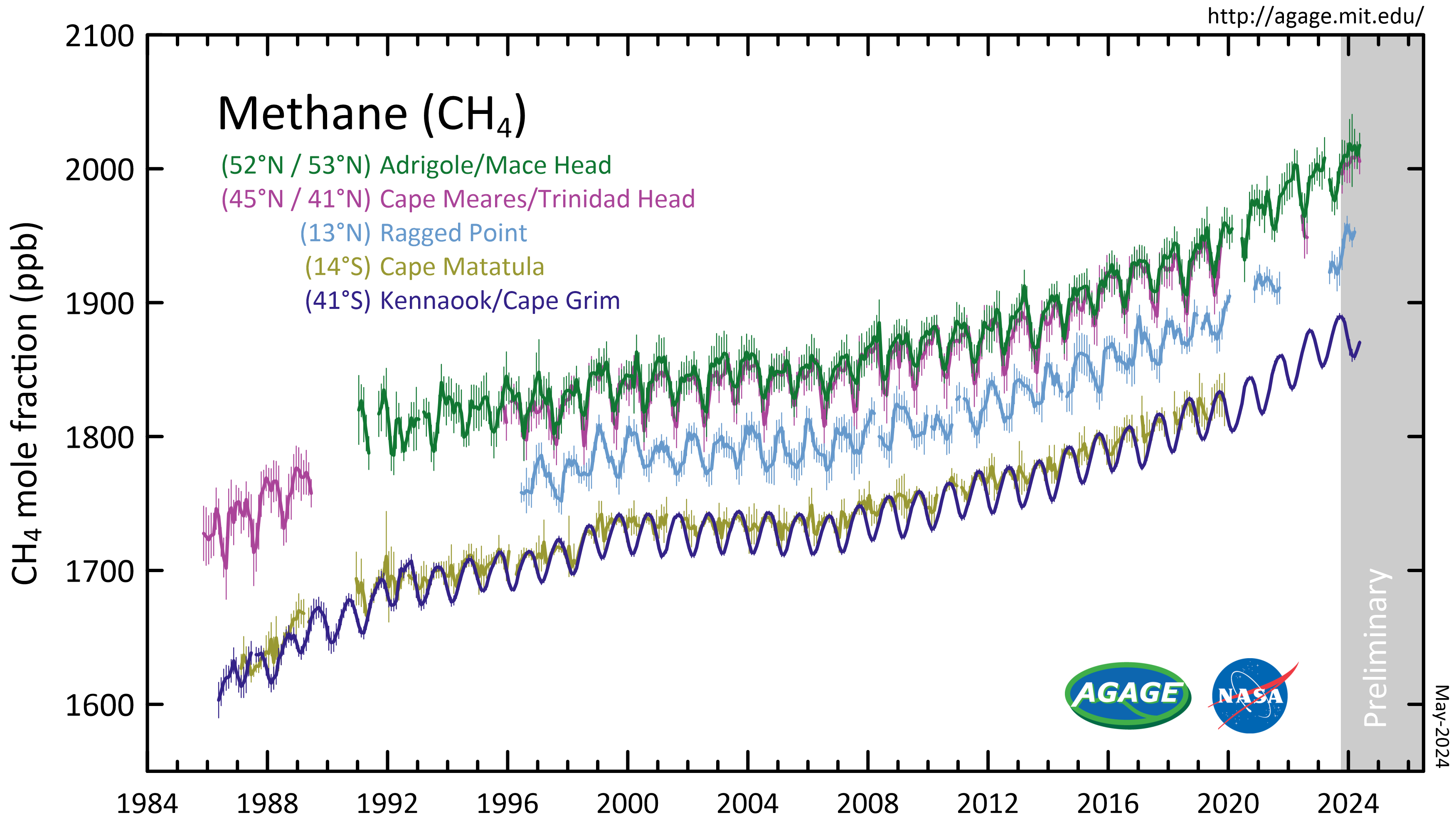
Méthane mesuré par l'Advanced Global Atmospheric Gases Experiment dans la basse atmosphère (troposphère) dans des stations du monde entier. Données sous forme de fractions molaires moyennes mensuelles sans pollution, en parties par milliard.

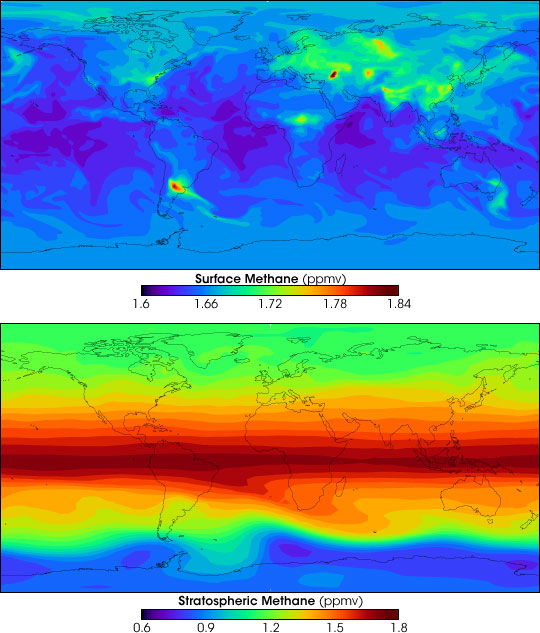
Modèles informatiques montrant la quantité de méthane (parties par million en volume) à la surface (en haut) et dans la stratosphère (en bas).

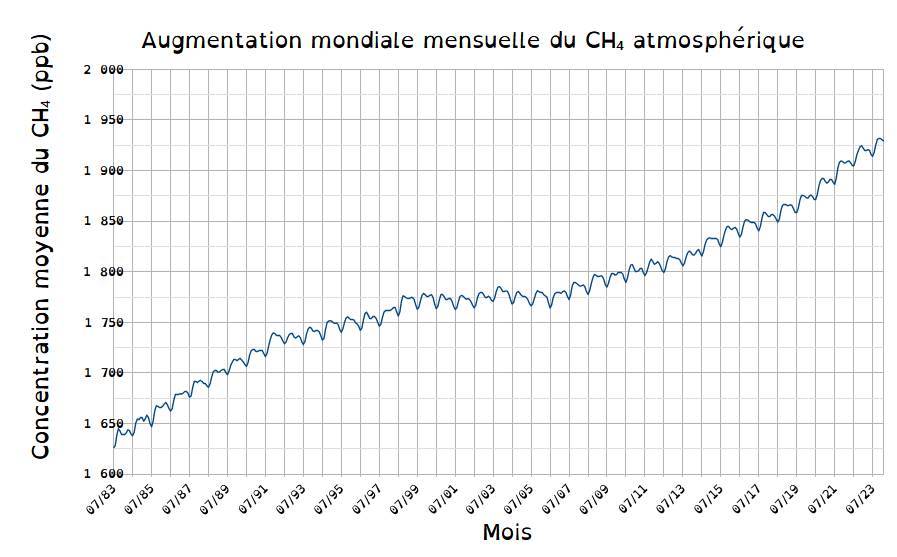
Concentration moyenne mondiale du méthane dans l'atmosphère terrestre entre juillet 1983 et février 2024, selon la National Oceanic and Atmospheric Administration.

Le méthane atmosphérique désigne la quantité de méthane présent dans l'atmosphère terrestre. C'est un indicateur environnemental important car il est l'un des gaz à effet de serre les plus puissants : en 2023, il est responsable de 16 à 25 % du réchauffement de la planète. Comme le dioxyde de carbone, il est en hausse régulière depuis plusieurs décennies, passant de 722 ± 25 parties par milliard (ppb) à l'époque préindustrielle à 1 922,53 ± 0,62 ppb en 2023 et 1 931 ppb en janvier 2024.
Alors que le CO2 a augmenté de 51 % par rapport à son niveau préindustriel, celui du méthane s'est accru de 260 % dans le même temps ; il colonise l'atmosphère plus vite que le CO2 et son taux dans l'air grandit plus vite que ceux de que n’importe quel autre gaz à effet de serre majeur (il est maintenant 2,6 fois plus élevé qu’à l’époque préindustrielle) ; et il n'a jamais été aussi élevé depuis au moins 800 000 ans. Sa concentration dans l'air a augmenté plus vite de 2018 à 2023 qu'au cours de n'importe quelle période depuis le début de l'enregistrement des données. Cette augmentation participe au changement climatique anthropique actuel. Il provient de diverses activités humaines, comme l'élevage du bétail, l'exploitation d'énergies fossiles (gaz de schiste notamment) et la riziculture. Et dans la nature et les agrosystèmes, ses émissions sont amplifiées, dans une boucle de rétroaction positive, par le réchauffement climatique d'origine anthropique.
Sa source naturelle principale est la méthanogenèse ayant lieu dans les zones humides. Son puits naturel principal est la réaction avec les radicaux hydroxyles dans la troposphère.

## Effets du méthane sur l'atmosphère

### Méthane comme gaz à effet de serre

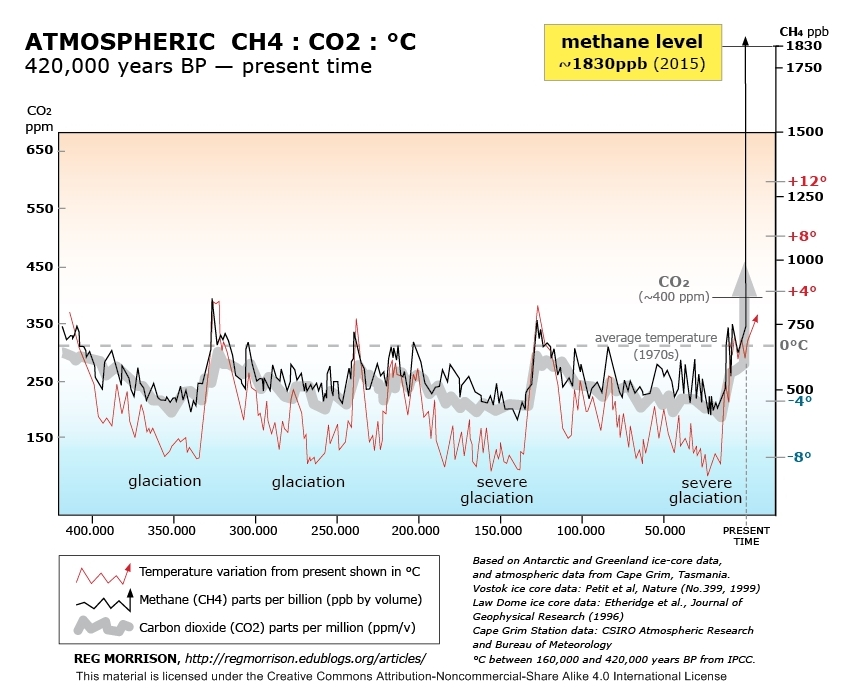
Corrélation entre la concentration de méthane dans l'atmosphère et la température moyenne terrestre.

Le méthane présent dans l'atmosphère terrestre est un puissant gaz à effet de serre : en 2023, il est responsable de 16 à 25 % du réchauffement global,.
Son potentiel de réchauffement global (PRG) est 84 fois supérieur à celui du CO2 sur une période de 20 ans,. C'est-à-dire que sur une période de 20 ans, il piège 84 fois plus de chaleur par unité de masse que le dioxyde de carbone (CO2) et 105 fois plus si l'on tient compte des interactions avec les aérosols.
Le méthane n'est pas un gaz aussi persistant dans l'atmosphère que le CO2 (en supposant que les taux de piégeage du carbone ne changent pas) et son PRG est d'environ 28 sur une période de 100 ans,,. C'est-à-dire que sur une période de 100 ans, il piège 28 fois plus de chaleur par unité de masse que le CO2, en supposant que les taux de piégeage du carbone restent constants.
Le méthane a un effet important mais pendant une période relativement brève. La durée de vie moyenne d'une molécule de méthane dans l'atmosphère est estimée à 11,8 ans par la Environmental Protection Agency, et à 9,1 ans par le Groupe d'experts intergouvernemental sur l'évolution du climat (GIEC). La durée de vie moyenne des perturbations provoquée par une molécule de méthane dans l'atmosphère est elle estimée par le GIEC à 12,4 ans.
En plus de l'effet de chauffage direct et des rétroactions normales, le méthane se décompose en dioxyde de carbone et en eau. Cette eau est souvent au-dessus de la tropopause où peu d'eau arrive habituellement. Les nuages d'eau et de glace, lorsqu'ils se forment à des températures stratosphériques inférieures froides, sont extrêmement efficaces pour renforcer l'effet de serre atmosphérique. Il existe une possibilité que de fortes augmentations du méthane puissent conduire à un réchauffement, à venir, qui augmenterait de manière non linéaire avec la concentration de méthane.
En 2016, le méthane contribuait au forçage radiatif de 0,62 ± 14 % W/m2, soit environ 20 % du forçage radiatif total de tous les gaz à effet de serre à longue durée de vie, mélangés au niveau mondial.

### Effet sur la couche d'ozone
Le méthane pourrait aussi ralentir la résorption de la dégradation de la couche d'ozone. En effet, quand le méthane est oxydé dans la stratosphère, de l'eau y est produite. Ce phénomène est responsable d'un tiers de l'augmentation en concentration en eau observée dans la couche d'ozone, le réchauffement climatique étant responsable du reste. L'eau est ensuite dégradée, relâchant des molécules pouvant détruire l'ozone.
La concentration du méthane dans la stratosphère a augmenté de 13,4 ± 3,6 entre 1978 et 2003.

## Concentration de méthane dans l'atmosphère

### Concentration actuelle

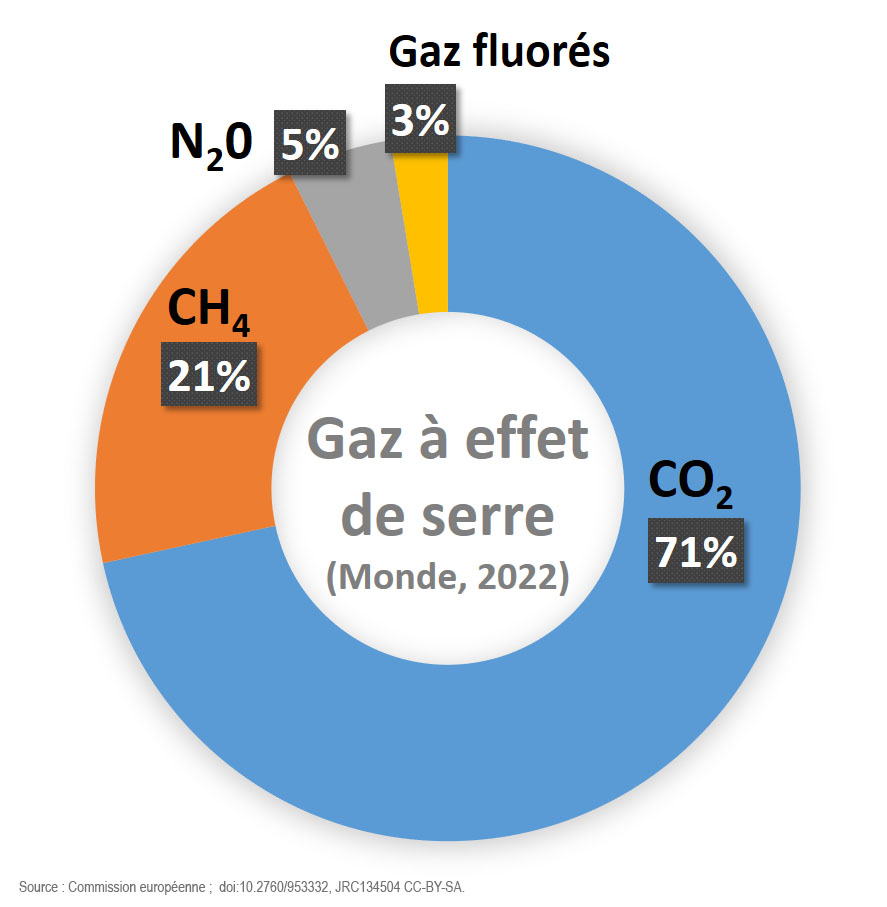
Part respective des 4 grands gaz à effet de serre GES dans le monde en 2022 (le méthane est en orange)

Selon la National Oceanic and Atmospheric Administration (NOAA), la concentration moyenne mondiale de méthane dans l'atmosphère en 2023 est de  1 922,53 ± 0,62 ppb. Elle est plus élevée que la concentration enregistrée depuis 800 000 ans.

### Tendances (pré-)historiques

#### Tendances préhistoriques
Au début de l'histoire de la Terre, alors que le soleil est plus petit et moins chaud, le dioxyde de carbone et le méthane composaient l'essentiel de l'atmosphère terrestre, entretenant un constant effet de serre : le dioxyde de carbone était produit par les volcans et une quantité croissante de méthane a été produit par les premiers microbes. Ces paléobactéries produisaient du méthane en convertissant l'hydrogène et le dioxyde de carbone en méthane et en eau. D'après cette chronologie, l'oxygène ne devient une partie essentielle de l'atmosphère terrestre qu'après l'évolution d'organismes photosynthétiques, plusieurs millions d'années plus tard. Sans oxygène, le méthane stagne dans l'atmosphère plus longtemps et à des concentrations plus élevées qu'aujourd'hui.

#### Tendances historiques

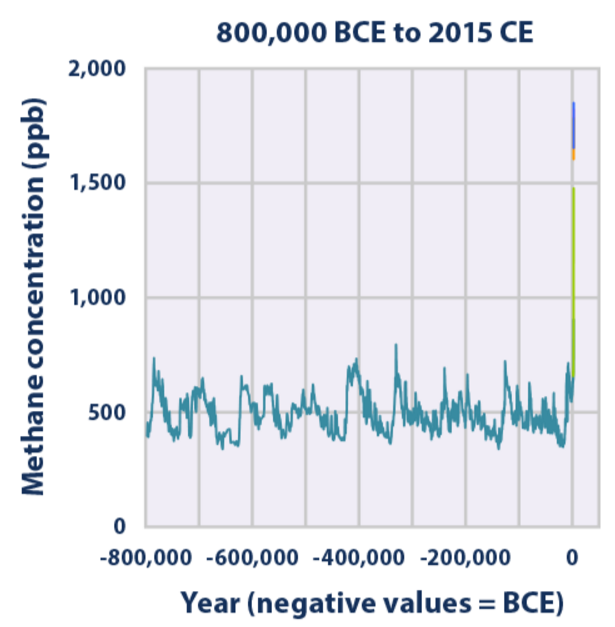
Compilation de données paléoclimatologiques du méthane sur 800000 ans.

Les cycles d'insolation du méthane de la carotte de glace sont restés stables et prévisibles jusqu'à il y a environ 5 000 ans, avec récemment des hausses imprévisibles très probablement d'origine anthropique. Ruddiman suggère que la transition des humains des chasseurs-cueilleurs vers l'agriculture a été le premier cas d'humains affectant la concentration de méthane dans l'atmosphère. Cette hypyothèse est étayée par le fait que l'irrigation précoce du riz s'est produite il y a environ 5 000 ans, au moment même où les cycles des carottes de glace ont perdu leur prévisibilité. En raison de l'inefficacité des humains à apprendre d'abord à cultiver le riz, de vastes rizières auraient été nécessaires pour nourrir même une petite population. Celles-ci, inondées et remplies de mauvaises herbes, auraient abouti à d'énormes zones humides émettant du méthane.
Depuis les années 1800, les concentrations atmosphériques de méthane ont augmenté annuellement à un taux moyen d'environ 0,9 %. La concentration moyenne mondiale de méthane dans l'atmosphère terrestre a augmenté d'environ 150 %, passant de 722 ± 25 ppb en 1750 à 1 803,1 ± 0,6 ppb en 2011,.

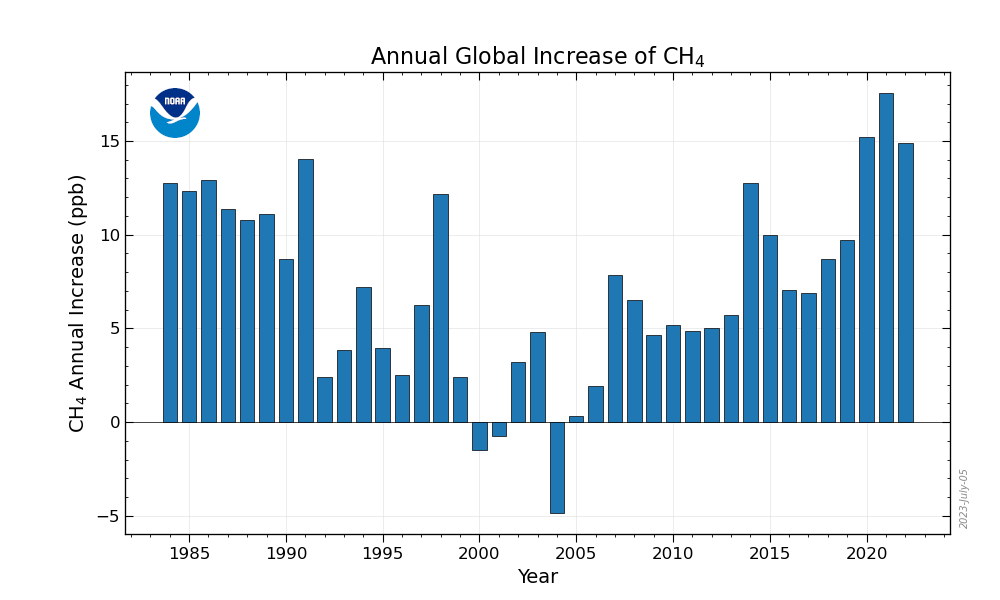
Augmentation annuelle de la moyenne mondiale du méthane atmosphérique depuis 2004.

Les mesures atmosphériques à long terme du méthane par la NOAA montrent que l'accumulation de méthane atmosphérique s'est stabilisée au cours de la décennie 1995-2005, après avoir presque triplé depuis l'époque préindustrielle. Bien que les scientifiques n'aient pas encore déterminé ce qui a causé cette réduction du taux d'accumulation de méthane atmosphérique, il semble que cela pourrait être dû à la réduction des émissions industrielles et à la sécheresse dans les zones humides.
Des exceptions à cette baisse du taux de croissance se sont produites en 1991 et 1998 lorsque les taux de croissance ont soudainement augmenté à 14-15 nmol/mol par an pour ces années, presque le double des taux de croissance des années précédentes.
Le pic de 1991 serait dû à l'éruption volcanique du mont Pinatubo en juin de la même année. Les volcans affectent les émissions atmosphériques de méthane lorsqu'ils entrent en éruption, libérant des cendres et du dioxyde de soufre dans l'air. En conséquence, la photochimie des plantes est affectée et l'élimination du méthane via le radical hydroxyle troposphérique est réduite. Cependant, ce taux de croissance a rapidement chuté en raison de la baisse des températures et de la réduction mondiale des précipitations.
La cause du pic de 1998 est incomplètement comprise : les scientifiques l'attribuent actuellement à une combinaison d'émissions accrues depuis des zones humides et rizières d'une part ; et à une combustion crrue de biomasse d'autre part. 1998 fut également l'année la plus chaude depuis le début de l'enregistrement des températures de surface, ce qui suggère que des températures anormalement élevées peuvent induire une émission naturelle plus élevée de méthane.
De 2000 à 2006, le taux de méthane atmosphérique a momentanément cessé d'augmenter.
De 2007 à 2009, il a recommencé à augmenter. Après une décennie de croissance quasi nulle des niveaux de méthane, « la moyenne mondiale du méthane atmosphérique a augmenté d'environ 7 nmol/mol par an en 2007 et 2008. Au cours de la première moitié de 2009, la moyenne mondiale du CH4 atmosphérique était [approximativement] 7 nmol/mol supérieure à ce qu'elle était en 2008, suggérant que l'augmentation se poursuivra en 2009 ».
De 2015 à 2019, des hausses toujours plus fortes des niveaux de méthane atmosphérique sont enregistrées.
Puis, selon la NOAA, le niveau mondial a continué d'augmenter, atteignant 1 895,1 ± 0,6 ppb en 2021, c'est une croissance plus rapide 2018 à 2023 qu'au cours de n'importe quelle période depuis le début de l'enregistrement des données, avec un nouveau recrod (1 931 ppb) en janvier 2024 (où les 2/3 du CH4 atmosphérique proviennent d'émissions anthropiques). 
Alors que le CO2 a augmenté de 51 % par rapport à son niveau préindustriel, celui du méthane s'est dans le même temps accru 5 fois plus vite (+260 %). Son taux dans l'air grandit plus vite que ceux de que n’importe quel autre gaz à effet de serre majeur (il est maintenant 2,6 fois plus élevé qu’à l’époque préindustrielle).

#### Variations imprévisibles
Les niveaux d'émissions de méthane augmentent globalement et de manière préoccupante, mais avec des variations locales et temporelles importantes, et à ce jour mal comprises et donc encore imprévisibles, notamment liées à la géographie, au climat local et à l'écologie des milieux,,,,. Pour les sources naturelles et anthropiques, le contexte mondial de hausse conjointe des températures, de l'érosion/dégradation des sols, de la turbidité des eaux, des cycles inondations/sécheresses et des niveaux d'eau) favorisent fréquemment l'anaérobiose et donc la production de méthane.

### Cycles naturels du méthane
Les émissions de méthane dans l'atmosphère sont directement liées à la température et à l'humidité. Ainsi, les changements environnementaux naturels des changements saisonniers agissent comme un contrôle majeur des émissions de méthane. De plus, même les changements de température le jour modulent la quantité de méthane produite et consommée par les écosystèmes.
Par exemple, les zones humides nordiques émettent plus de méthane quand elles sont occupées par des plantes aquatiques que quand elles sont arborées ; et elles peuvent en émettre jusqu'à deux à quatre fois plus de méthane de jour que de nuit. Ceci est directement lié au fait que les plantes ont tendance à dépendre de l'énergie solaire pour mettre en œuvre leurs processus chimiques complexes, en lien avec diverses communautés microbiennes qui pour les unes produisent du méthane et pour d'autres s'en nourrissent.
De plus, les émissions de méthane sont affectées par le niveau des sources d'eau. Les inondations saisonnières au printemps et en été augmentent naturellement la quantité de méthane rejetée dans l'air.

### Variations des concentrations

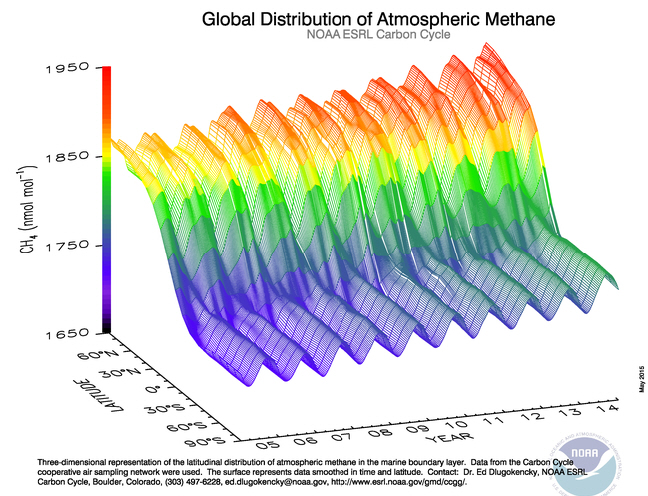
Observations de méthane de 2005 à 2014 montrant les variations saisonnières et la différence entre les hémisphères nord et sud.

Les concentrations de méthane varient géographiquement. Elles sont plus élevées dans l'hémisphère nord, car la plupart des sources (naturelles et humaines) y sont situées, et l'hémisphère nord contient plus de terres émergées.
Les concentrations de méthane varient aussi en fonction de la saison, principalement en raison de sa transformation saisonnière par le radical hydroxyle. Dans le tropique du Cancer, la concentration est maximale en novembre et minimale et avril-mai.

## Émissions et puits de méthane
L'analyse isotopique du méthane récemment émis dans l'air, en quantité croissante depuis 200 ans, invite à penser qu'il est en grande partie issu d'un métabolisme bactérien,,,, principalement situés dans les sédiments de milieux humides nordiques en cours de réchauffement, (considérés comme premiers contributeurs à hausse anormale récente de CH4 dans l'air),. Ces émissions présentent néanmoins encore une grande incertitude, notamment en raison de variations locales et temporelles difficiles à suivre,.

### Émissions naturelles
Tout processus aboutissant à la production de méthane et à son transfert dans l'atmosphère peut être considéré comme une source. Les deux sources principales en sont les microorganismes anaérobies qui convertissent certains composés organiques en méthane (méthanogénèse), très répandus dans les écosystèmes aquatiques, et les microorganismes qui permettent aux  ruminants et à d'autres organismes de digérer les plantes (la cellulose et la lignine notamment).

#### Méthanogenèse
La plupart des émissions naturelles de méthane sont directement liées aux méthanogènes qui produisent du méthane dans des sols chauds et humides ainsi que dans le rumen et/ou le tube digestif de certains animaux.
Les méthanogènes sont des microorganismes produisant du méthane. Ce gaz résulte d'un processus anaérobie dit « méthanogénèse » qui est une alternative aux processus aérobies — c'est-à-dire avec oxygène — de décomposition de la matière organique. On a longtemps cru que les méthanogènes étaient incapables de métaboliser en présence de concentrations d'oxygène, même faibles. Les données des années 2010/2020 ont remis en question cette affirmation, une méthanogenèse peut exister dans la zone de microaérobie (on parle à ce sujet de paradoxe du méthane), mais en 2024, son existence dans les zones humides d’eau douce reste encore spéculative,,.
En l'absence d'oxygène ou d'autres oxydants, les archées utilisent l'acétate et l'hydrogène pour décomposer la matière organique dont elles se nourrissent, dans un processus qui est une fermentation.
Il existe deux grandes voies métaboliques utilisés par les archées pour ce faire :
- la méthanogenèse acétoclastique, lors de laquelle certaines archées divisent l'acétate produit pendant la fermentation anaérobie pour produire du méthane et du dioxyde de carbone :

H3C-COOH → CH4 + CO2
- la méthanogenèse hydrogénotrophique, lors de laquelle les archées oxydent l'hydrogène avec du dioxyde de carbone pour produire du méthane et de l'eau :

4 H2 + CO2 → CH4 + 2 H2 O
D'autres réactions, mineures, sont des sources biologiques de méthane.

#### Termites
L'intestin des termites contient aussi des microorganismes méthanogènes, dont certains sont si spécifiques qu'ils ne vivent nulle part ailleurs que dans le troisième intestin des termites. Ils décomposent également des composants biotiques en produisant de l'éthanol, et des sous-produits du méthane.
Alors que les ruminants perdent 20 % de l'énergie des plantes qu'ils mangent, les termites n'en perdent que 2 %. Comparativement, les termites n'ont donc pas à manger autant de nourriture que les ruminants pour obtenir la même quantité d'énergie, et elles dégagent proportionnellement bien moins de méthane.

#### Végétaux
Les plantes vivantes (par exemple les forêts) sont une source potentiellement importante de méthane, pouvant être responsables d'environ 10 à 30 % du méthane atmosphérique. Un article de 2006 a calculé des émissions de 62 à 236 Tg/an, et « cette source nouvellement identifiée peut avoir des implications importantes, ». Cependant, les auteurs soulignent que « [leurs] conclusions sont préliminaires en ce qui concerne la quantité d'émission de méthane ».
Ces résultats ont été remis en question dans un article de 2007 qui a révélé « qu'il n'y a aucune preuve d'émission substantielle de méthane aérobie par les plantes terrestres, au maximum 0,3 % des valeurs précédemment publiées ».
Bien que les détails des émissions de méthane des plantes n'aient pas encore été confirmés, la prise en compte du rôle des plantes aiderait à combler les lacunes des précédents décomptes mondiaux de méthane et expliquerait les grands panaches de méthane qui ont été observés au-dessus des tropiques,.
Dans les zones humides, où le taux de production de méthane est élevé, les plantes aident le méthane à se déplacer dans l'atmosphère, agissant comme des paratonnerres inversés en dirigeant le gaz à travers le sol et dans l'air. Ils sont également soupçonnés de produire eux-mêmes du méthane, mais comme les plantes devraient utiliser des conditions aérobies pour produire du méthane, le processus lui-même n'est toujours pas clairement identifié.
Par exemple, la cire foliaire exposée à un rayonnement UV en présence d'oxygène est une source aérobie de méthane.

#### Clathrates de méthane

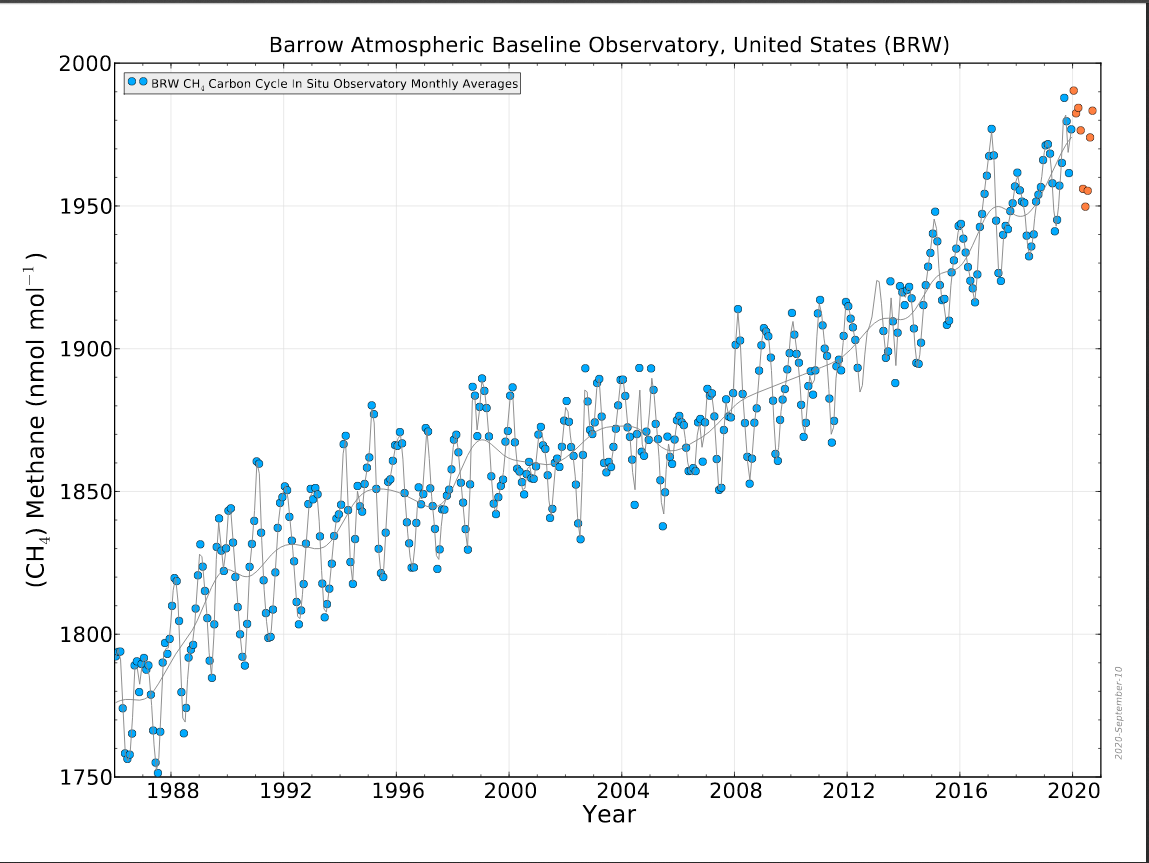
Concentrations de méthane dans l'Arctique jusqu'en septembre 2020.

À des pressions élevées, comme celles que l'on trouve au fond de l'océan, le méthane forme un clathrate solide avec l'eau, connu sous le nom d'hydrate de méthane. Une quantité inconnue mais peut-être très importante de méthane est piégée sous cette forme dans les sédiments océaniques. La libération de grands volumes de méthane de ces sédiments dans l'atmosphère est suggérée comme participant probablement à des événements occasionnels de réchauffement climatique rapide dans le passé lointain de la Terre, tels que le maximum thermique Paléocène-Éocène d'il y a 55 millions d'années, et la grande extinction du Permien-Trias.
Si le réchauffement climatique les réchauffait suffisamment, tout ou partie de leur contenu en méthane pourrait rejoindre l'atmosphère. Le gaz méthane étant vingt-cinq fois plus "réchauffant" (pour un poids donné, en moyenne sur 100 ans) que le CO2 ; cela amplifierait grandement l'effet de serre. Cependant, ce réservoir d'hydrates marins étant relativement protégé des changements du climat de surface ; son inertie fait que sa fonte devrait se produire sur pas de temps longs (millénaire ou plus).

#### Écosystèmes aquatiques
Les émissions de méthane naturelles et anthropiques des écosystèmes aquatiques contribuent à environ la moitié des émissions mondiales totales. L'urbanisation et l'eutrophisation devraient entraîner une augmentation des émissions de méthane des écosystèmes aquatiques.

#### Pergélisol

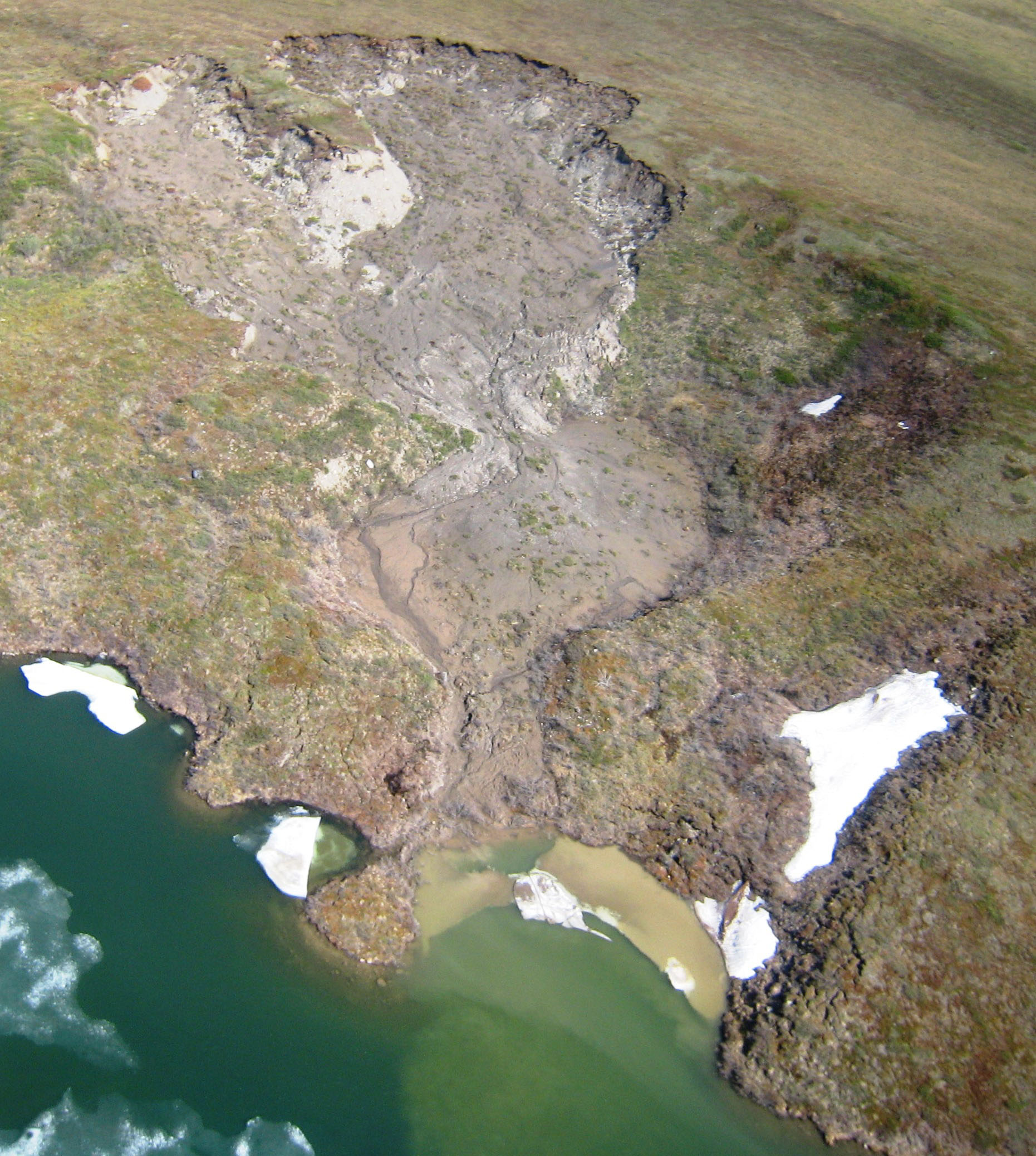
Image montrant le pergélisol fondu résultant en thermokarst, une source de méthane libérée du pergélisol.

Le pergélisol contient presque deux fois plus de carbone que l'atmosphère, avec environ 20 Gt de méthane associé au pergélisol piégé dans des clathrates de méthane.
Le dégel du pergélisol entraîne la formation de lacs thermokarstiques dans les dépôts de yedoma riches en glace. Le méthane gelé dans le pergélisol est lentement libéré à mesure que le pergélisol fond.
La datation au radiocarbone des traces de méthane dans les bulles des lacs et le carbone organique du sol conclu que 0,2 à 2,5 Pg de carbone du pergélisol ont été libérés sous forme de méthane et de dioxyde de carbone au cours des 60 dernières années. La vague de chaleur de 2020 a peut-être libéré une quantité importante de méthane provenant des dépôts de carbonate dans le pergélisol sibérien.
Les émissions de méthane par la « rétroaction du carbone du pergélisol » — amplification du réchauffement de surface due au forçage radiatif accru par la libération de carbone du pergélisol — pourraient contribuer à environ 205 Gt d'émissions de carbone, conduisant à 0,5 °C de réchauffement supplémentaire d'ici la fin du XXIe siècle. Cependant, des recherches fondées sur la composition isotopique du carbone du méthane atmosphérique piégé dans des bulles dans la glace antarctique suggèrent que les émissions de méthane du pergélisol et des hydrates de méthane étaient mineures lors de la dernière déglaciation, ce qui suggère que les émissions futures de méthane du pergélisol pourraient être inférieures aux estimations précédentes.

### Émissions anthropiques

L'influence sur le réchauffement (appelée forçage radiatif) des gaz à effet de serre à longue durée de vie a presque doublé en 40 ans, le dioxyde de carbone et le méthane étant les principaux moteurs du réchauffement climatique,.

Entre 50 et 65 % des émissions totales de méthane sont dus à l'activité humaine. Depuis la révolution industrielle, les humains ont eu un impact majeur sur les concentrations de méthane atmosphérique, augmentant les concentrations atmosphériques d'environ 250 %.
Selon le rapport 2021 du GIEC, 30 à 50 % de l'augmentation actuelle des températures sont causées par les émissions de méthane et la réduction du méthane est un moyen rapide d'atténuer le changement climatique.
Une alliance de 107 pays, dont le Brésil, l'UE et les États-Unis, a rejoint le pacte connu sous le nom de Global Methane Pledge, s'engageant à un objectif collectif de réduction des émissions mondiales de méthane d'au moins 30 % par rapport aux niveaux de 2020 d'ici 2030,.

#### Conversion écologique
La conversion des forêts et des milieux naturels en parcelles agricoles augmente la quantité d'azote dans le sol, ce qui inhibe l'oxydation du méthane, affaiblissant la capacité des bactéries méthanotrophes du sol à agir comme des puits. De plus, en modifiant le niveau des nappes phréatiques, les humains peuvent affecter directement la capacité du sol à agir comme source ou puits. La relation entre les niveaux d'une nappe phréatique et les émissions de méthane est expliquée dans la section sur les sources naturelles.

#### Élevage
La décomposition de plantes par des bactéries dans le système digestifs de ruminants produit du méthane. Ce processus s'appelle la fermentation entérique. Selon l'Organisation des Nations unies pour l'alimentation et l'agriculture (FAO), la fermentation entérique est responsable de 30 % des émissions de méthane anthropogéniques. Le bétail est responsable de 75 % des émissions de méthane liées à la fermentation entérique.
La digestion anaérobique du fumier est en outre responsable de 4,5 % des émissions de méthane anthropogéniques.
Un rapport de la FAO signale en 2006 que le bétail génère plus de gaz à effet de serre mesurés en équivalents CO2 que l'ensemble du secteur des transports[réf. nécessaire].
Des recherches mises en avant par la NASA ont confirmé le rôle vital de la fermentation entérique chez le bétail sur le réchauffement climatique. « Nous prenons en compte que d'autres gaz à effet de serre que le dioxyde de carbone sont importants pour le changement climatique aujourd'hui », a déclaré Gavin Schmidt, l'auteur principal de l'étude et chercheur au Goddard Institute for Space Studies à New York et au Center for Climate Systems de l'université Columbia. D'autres recherches de la NASA évaluées par des pairs et publiées dans la revue Science ont également indiqué que la contribution du méthane au réchauffement climatique a été sous-estimée.
Nicholas Stern, l'auteur de la publication Stern de 2006 sur le changement climatique écrit que « les gens devront devenir végétariens si le monde veut vaincre le changement climatique ».
Le président de l'Académie nationale des sciences, Ralph Cicerone, indique par ailleurs que la contribution du méthane par les flatulences et les éructations du bétail au réchauffement climatique est un « sujet sérieux ». Cicerone déclare : « Le méthane est actuellement le deuxième gaz à effet de serre le plus important dans l'atmosphère. La population de bovins de boucherie et de vaches laitières a tellement augmenté que le méthane des vaches est désormais important. Ce n'est pas une mince affaire ».
Environ 5 % du méthane est libéré via les flatulences, tandis que les 95 % restants sont libérés via l'éructation. En 2004, des vaccins sont en cours de développement pour réduire la quantité introduite par l'éructation. L'algue asparagopsis en tant qu'additif alimentaire pour le bétail a réduit les émissions de méthane de plus de 80 %.

#### Riziculture
Selon la FAO, la riziculture est responsable de 8 % des émissions de méthane anthropogénique. Les rizières étant des zones inondées, le sol y est plongé en conditions anaérobiques. Le carbone organique provenant des racines ou de la paille de riz est fermenté et produit du méthane. Le méthane contenu dans le sol est ensuite transporté par l'aérenchyme du riz pour atteindre l'atmosphère.
Un article écrit par William Ruddiman explore la possibilité que les émissions de méthane ont commencé à augmenter en raison d'une vague de sédentarisation il y a 5 000 ans, lorsque l'agriculture devient, avec l'irrigation du riz en particulier, la principale source de nourriture.

#### Traitement des déchets
Le traitement des déchets peut être la source de méthane atmosphérique. Aux États-Unis, en 2020, ce secteur émettait 130 millions de tonnes d'équivalent CO2 en méthane.

##### Décharges
Aux États-Unis, en 2020, les décharges émettent 109,3 millions de tonnes d'équivalent CO2 en méthane, soit 16,8 % des émissions anthropogéniques de méthane du pays. Il s'agit du troisième secteur le plus émetteur de méthane.
Lorsque les déchets sont d'abord ajoutés à une décharge, l'oxygène est abondant et subit donc une décomposition aérobie ; période pendant laquelle très peu de méthane est produit. Cependant, généralement sous un an, les niveaux d'oxygène sont épuisés et les conditions anaérobies dominent la décharge, permettant aux méthanogènes de prendre le contrôle du processus de décomposition. Ces méthanogènes émettent du méthane dans l'atmosphère et même après le remplissage et la fermeture de la décharge, la quantité massive de matières en décomposition permet aux méthanogènes de continuer à produire du méthane pendant de nombreuses années.

##### Traitement des eaux usées
En 2020, aux États-Unis, le traitement des eaux usées est responsable de 18,3 millions de tonnes d'équivalent CO2 en méthane.
Ces systèmes utilisent des microorganismes pour dégrader les matières organiques présentes dans l'eau. Lorsque cette dégradation se fait en condition anaérobique, elle produit du méthane. Les systèmes d'égouts sont aussi favorables à la formation de méthane.

##### Compostage
En 2020, aux États-Unis, le compostage est responsable de 4,3 millions de tonnes d'équivalent CO2 en méthane.
Le compostage se fait normalement dans des conditions aérobies, dans lesquelles le carbone organique est transformé en CO2. Cependant, si le compost n'est pas suffisamment aéré, ou qu'il est trop humide, le carbone organique est dégradé en méthane.

##### Digestion anaérobique
La digestion anaérobique des déchets organique est parfois utilisée pour produire du biogaz. Ce gaz contient 65 % de méthane. Entre 0 et 10 % du gaz se retrouve dans l'atmosphère à cause de fuites.

##### Combustion de la biomasse
La combustion incomplète des matières organiques vivantes et mortes entraîne l'émission de méthane. Alors que les incendies de forêt naturels peuvent contribuer aux émissions de méthane, la majeure partie de la combustion de la biomasse est causée par les humains, des feux accidentels par des civils aux brûlis utilisées pour nettoyer les terres, jusqu'aux combustions de la biomasse résultant de la destruction de déchets.

#### Énergie
En 2020, aux États-Unis, le secteur de l'énergie émet 269,1 millions de tonnes d'équivalent CO2 en méthane.
Selon le GIEC, 30 % des émissions totales de méthane proviennent du secteur des énergies fossiles.

##### Gaz fossile et pétrole
Le méthane est un composant principal du gaz fossile. Lors de l'exploration, l'extraction, le transport et le raffinage du gaz fossile, du méthane s'échappe et arrive dans l'atmosphère. En 2020, aux États-Unis, ces fuites représentent 164,9 millions de tonnes d'équivalent CO2 en méthane, dont 86,4 millions de tonnes d'équivalent CO2 en méthane lors de la production.
Par exemple, les pipelines qui transportent le gaz fossile sont sujets à des fuites. Près de Yamburg et Urengoy se trouvent des gisements de gaz fossile composé de plus de 97 % de méthane. Le gaz qui en est extrait est transporté jusqu'à l'Europe occidentale via un vaste réseau de gazoduc. En 2001, 1 % du gaz fossile produit était émis dans l'atmosphère. En 2005, c'est 0,7 % du gaz fossile qui est émis dans l'atmosphère.
En 2020, aux États-Unis, les fuites liées à l'exploration, l'extraction, le transport et le raffinage du pétrole représentent 40,2 millions de tonnes d'équivalent CO2 en méthane, dont 38,9 millions de tonnes d'équivalent CO2 en méthane lors de la production.
Les puits de pétrole et de gaz fossile abandonnés émettent aussi du méthane.
Le gaz fossile et le pétrole émettent aussi du méthane lorsqu'ils sont brûlés.

##### Mines de charbon
En 2014, des chercheurs de la NASA ont signalé la découverte d'une surface de 6 500 kilomètres carrés d'un nuage de méthane flottant au-dessus de la région des Four Corners au sud-ouest des États-Unis. La découverte était basée sur les données de l'instrument Scanning Imaging Absorption Spectrometer for Atmospheric Chartography de l'Agence spatiale européenne de 2002 à 2012.
Le rapport conclut : « la source provient probablement de l'extraction et du traitement établis de gaz, de charbon et de méthane houiller ». Entre 2002 et 2012, la région a émis 590 000 tonnes métriques de méthane chaque année, soit près de 3,5 fois les estimations largement utilisées dans la base de données sur les émissions de l'Union européenne pour la recherche sur l'atmosphère mondiale. En 2019, l'Agence internationale de l'énergie a estimé que les émissions de méthane qui s'échappent des mines de charbon à travers le monde réchauffent le climat mondial au même rythme que les industries du transport maritime et de l'aviation combinées.

#### Impact du réchauffement climatique sur le méthane arctique
L'Arctique est une source importante de méthane. Si au long terme, la libération du méthane piégé dans les pergélisols arctiques est un phénomène naturel, ce dernier est accéléré par le réchauffement climatique d'origine anthropique.
Les pergélisols et l'hydrate de méthane sous-marin sont dégradés par le réchauffement climatique, provoquant d'importants rejets de méthane,,,. D'autres sources de méthane arctique comprennent les taliks sous-marins, le transport fluvial, le retrait glaciaire, le pergélisol sous-marin et les dépôts d'hydrates de gaz en décomposition.

#### Industrie
Divers processus industriels sont émetteurs de méthane. C'est le cas de la production pétrochimique, la production et la consommation de carbures, la production de ferroalliages, et la production de fer et d'acier.

### Puits de méthane

#### Réaction avec le radical hydroxyle
Dans la troposphère et la stratosphère, le méthane réagit avec le radical hydroxyle (•OH). C'est le principal puits de méthane, responsable de 90 à 96 % de la consommation du méthane atmosphérique.
Cette réaction crée le radical méthyle (•CH3) et de la vapeur d'eau. C'est l'une des plus importantes sources de vapeur d'eau dans la haute atmosphère. À la suite de la réaction du méthane avec le radical hydroxyle, il existe deux phases principales d'oxydation du méthane :
En présence d'oxyde nitrique (NO), il y a une production nette d'ozone : « CH4 + 4O2 → HCHO + 2O3 + H2O » En présence du radical hydroperoxyle (HO2•) : « CH4 + O2 → HCHO + H2O » Ces deux types d'oxydation conduisent à une production nette de formaldéhyde et de vapeur d'eau. Le formaldéhyde peut à son tour réagir avec un radical hydroxyle pour former du dioxyde de carbone et davantage de vapeur d'eau. Les chaînes latérales dans ces réactions peuvent interagir avec des composés azotés qui pourront produire de l'ozone, supplantant ainsi les radicaux nécessaires à la réaction initiale.
Pour la deuxième réaction, il y a une perte nette de radicaux dans le cas où CH3O2H se perd par dépôt humide avant de pouvoir subir une photolyse de sorte que : CH3O2H + H2O → dépôt humide.
La durée de vie moyenne du méthane dans l'atmosphère était estimée à 9,6 ans en 2001 ; cependant, l'augmentation des émissions de méthane au fil du temps réduit la concentration du radical hydroxyle dans l'atmosphère. Avec moins de radical hydroxyle pour réagir, la durée de vie du méthane pourrait également augmenter, entraînant de plus grandes concentrations de méthane atmosphérique.

#### Réaction avec le chlore libre
La réaction (oxydation) du méthane atmosphérique avec le chlore agit comme un puits de méthane.
CH4 + Cl → CH3 + HCl
Le chlorure d'hydrogène produit dans cette réaction conduit à la destruction catalytique de l'ozone dans la stratosphère.
L'élimination du méthane dans la basse troposphère peut être réalisée par les radicaux chlore produits par les aérosols de sels de fer, qui pourraient être augmentés artificiellement sans risque pour l'ozone stratosphérique.

#### Autres réactions d'oxydation destructive du méthane dans le sol ou certains sédiments
Comme rappelé en 2024 par Shihao Cui et ses collègues dans le journal Nature, de telles réactions ont lieu, en grande partie dans les zones réductrices des zones humides (c'est-à-dire dans la zone anaérobique, où naissent les molécules de méthane), quand les molécules de méthane entrent en contact avec certains accepteurs d’électrons présents dans le milieu (ex : nitrate, nitrite, sulfate, fer, et d’autres sources, tant autochtones qu’allochtones et anthropique (ex : eutrophisation) ou dystrophisation anthropiques,, Biseau salé ou autre intrusion d’eau salée ou encore dépôts atmosphériques soufrés).
Plus important encore, les variations des conditions hydrologiques des zones humides à différentes échelles de temps (allant de l’heure à l’année) 41, ainsi que les changements d’intensité de la période, d’amplitude et le rapport entre les périodes oxiques et anoxiques 42, peut conduire à des réponses encore plus complexes et non linéaires dans l’HC4 Flux

#### Méthanotrophes dans les sols
Les sols agissent comme un puits majeur pour le méthane atmosphérique grâce aux bactéries méthanotrophes qui y résident. Ce puits est responsable de 4 à 10 % des consommations de méthane atmosphérique.
Deux types de bactéries différents en sont responsables : les bactéries méthanotrophes « à haute capacité et à faible affinité » se développent dans des zones à forte concentration de méthane, telles que les sols gorgés d'eau dans les zones humides et autres environnements humides ; les bactéries méthanotrophes à « faible capacité et haute affinité » se trouvent plutôt dans les zones à faible concentration de méthane. Elles utilisent le méthane atmosphérique pour se développer, plutôt que de dépendre du méthane dans leur environnement immédiat.
Les sols forestiers agissent comme de bons puits pour le méthane atmosphérique parce que leur humidité est optimale pour l'activité méthanotrophe et que le mouvement des gaz entre le sol et l'atmosphère (diffusivité du sol) est élevé. Avec une nappe phréatique plus basse, tout méthane dans le sol doit traverser la zone des bactéries méthanotrophes avant de pouvoir éventuellement atteindre l'atmosphère.
Cependant, les sols des zones humides sont souvent des sources de méthane atmosphérique plutôt que des puits car la nappe phréatique est beaucoup plus élevée et le méthane peut être diffusé assez facilement dans l'air sans avoir à entrer en compétition avec les méthanotrophes du sol.
Les bactéries méthanotrophes qui résident dans le sol réalisent l'oxydation du méthane, produisant du dioxyde de carbone et de l'eau :
CH4 + 2 O2 → CO2 + 2 H2O
L'ajout d'azote dans les sols réduit la capacité de ce puits de méthane.

### Équilibre entre émissions et puits
L'équilibre entre les sources et les puits de méthane n'est pas encore totalement compris. Le groupe de travail I du GIEC a déclaré au chapitre 2 du quatrième rapport d'évaluation qu'il existe « de grandes incertitudes dans les estimations ascendantes actuelles des composantes de la source mondiale », et que l'équilibre entre les sources et les puits n'est pas encore bien connu.
Le puits le plus important dans le cycle du méthane est la réaction avec le radical hydroxyle, qui est produit photochimiquement. La production de ce radical n'est pas entièrement comprise et a un effet important sur les concentrations atmosphériques.
Cette incertitude s'illustre par des observations qui suggèrent qu'entre 2000 et 2006, les augmentations de la concentration atmosphérique de méthane ont cessé, pour des raisons encore en étude en 2013.
Des groupes de recherche donnent les valeurs suivantes pour l'impact des émissions et des puits de méthane :
| Référence :                                 | Fung et al. (1991)             | Hein et al. (1997)             | Lelieveld et al. (1998)        | Houweling et al. (1999)        | Bousquet et al. (2006)         | Saunois et al. (2016),         | Saunois et al. (2020)          |
| Année :                                     | 1980s                          | –                              | 1992                           | –                              | –                              | 2003–2012                      | 2008-2017                      |
| Émissions naturelles (sources)              | Émissions naturelles (sources) | Émissions naturelles (sources) | Émissions naturelles (sources) | Émissions naturelles (sources) | Émissions naturelles (sources) | Émissions naturelles (sources) | Émissions naturelles (sources) |
| ------------------------------------------- | ------------------------------ | ------------------------------ | ------------------------------ | ------------------------------ | ------------------------------ | ------------------------------ | ------------------------------ |
| Zones humides                               | 115                            | 237                            | 225                            | 145                            | 147 ± 15                       | 167 (127–202)                  | 181 (159–200)                  |
| Termites                                    | 20                             | –                              | 20                             | 20                             | 23 ± 4                         | 64 (21–132)                    | 37 (21–50)                     |
| Océan                                       | 10                             | –                              | 15                             | 15                             | 19 ± 6                         | 64 (21–132)                    | 37 (21–50)                     |
| Hydrates                                    | 5                              | –                              | 10                             | –                              | –                              | 64 (21–132)                    | 37 (21–50)                     |
| Émissions anthropogéniques                  |                                |                                |                                |                                |                                |                                |                                |
| Énergie                                     | 75                             | 97                             | 110                            | 89                             | 110 ± 13                       | 105 (77–133)                   | 111 (81–131)                   |
| Décharge                                    | 40                             | 35                             | 40                             | 73                             | 55 ± 11                        | 188 (115–243)                  | 217 (207–240)                  |
| Ruminants (bétail)                          | 80                             | 90                             | 115                            | 93                             |                                | 188 (115–243)                  | 217 (207–240)                  |
| Traitement des déchets                      | –                              | [ nb 3 ]                       | 25                             | –                              | [ nb 2 ]                       | 188 (115–243)                  | 217 (207–240)                  |
| Riziculture                                 | 100                            | 88                             | [ nb 1 ]                       | –                              | 31 ± 5                         | 188 (115–243)                  | 217 (207–240)                  |
| Combustion de la biomasse                   | 55                             | 40                             | 40                             | –                              | 50 ± 8                         | 34 (15–53)                     | 30 (22–36)                     |
| Autres                                      | –                              | –                              | –                              | 20                             | 90 ± 14                        | 34 (15–53)                     | 30 (22–36)                     |
| Puits                                       |                                |                                |                                |                                |                                |                                |                                |
| Sols                                        | 10                             |                                | 30                             | 40                             | 21 ± 3                         | 33 (28–38)                     | 38 (27–45)                     |
| OH troposphérique                           | 450                            | 489                            | 510                            |                                | 448 ± 1                        | 515                            | 518 (474–532)                  |
| Pertes stratosphériques                     |                                | 46                             | 40                             |                                | 37 ± 1                         | 515                            | 518 (474–532)                  |
| Déséquilibre entre les sources et les puits |                                |                                |                                |                                |                                |                                |                                |
| Total source                                | 500                            | 587                            | 600                            |                                | 525 ± 8                        | 558 (540–568)                  | 576 (550–594)                  |
| Total puits                                 | 460                            | 535                            | 580                            |                                | 506                            | 548                            | 556 (501–574)                  |

## Techniques de gestion du méthane atmosphérique
Dans un effort d'atténuation du réchauffement climatique, les humains ont à disposition des méthodes de gestion du méthane atmosphérique.
Par exemple, afin de contrer la quantité de méthane émise par les ruminants, un type de médicament appelé monensine (commercialisé sous le nom de rumensine) a été développé. Ce médicament est classé comme un ionophore, qui est un antibiotique produit naturellement par une souche bactérienne inoffensive. Ce médicament améliore non seulement l'efficacité alimentaire, mais réduit également la quantité de méthane émis par l'animal et son fumier.
En plus des médicaments, des techniques spécifiques de gestion du fumier ont été développées pour contrer les émissions provenant du fumier du bétail. Des ressources pédagogiques ont commencé à être fournies aux petites exploitations. Les techniques de gestion comprennent le ramassage et le stockage quotidiens du fumier dans une installation de stockage complètement fermée qui empêchera le ruissellement de se rendre dans les plans d'eau. Le fumier peut ensuite être entreposé jusqu'à ce qu'il soit réutilisé comme engrais ou emporté et entreposé dans un compost hors site. Les niveaux de nutriments de divers fumiers d'animaux sont fournis pour une utilisation optimale comme compost pour les jardins et l'agriculture.
Afin de réduire les effets sur l'oxydation du méthane dans le sol, plusieurs mesures peuvent être prises. Le contrôle de l'utilisation d'engrais azotés et la réduction de la quantité de pollution azotée dans l'air peuvent à la fois réduire l'inhibition de l'oxydation du méthane. De plus, l'utilisation de conditions de croissance plus sèches pour des cultures telles que le riz et la sélection de souches de cultures qui produisent plus de nourriture par unité de surface peuvent réduire la quantité de terres présentant des conditions idéales pour la méthanogénèse. Une sélection soigneuse des zones de conversion des terres (par exemple, labourer les forêts pour créer des champs agricoles) peut également réduire la destruction des principales zones d'oxydation du méthane.
Pour contrer les émissions de méthane provenant des décharges, le 12 mars 1996, l'Environmental Protection Agency (EPA) a ajouté la « Landfill Rule » au Clean Air Act. Cette règle exige que les grandes décharges qui ont déjà accepté des déchets solides municipaux, ont été utilisées à compter du 8 novembre 1987, peuvent contenir au moins 2,5 millions de tonnes de déchets d'un volume supérieur à 2,5 millions de mètres cubes, et/ou avoir des émissions de composés organiques non méthaniques (NMOC) d'au moins 50 tonnes métriques par an pour collecter et brûler les gaz d'enfouissement émis. Cet ensemble d'exigences exclut 96 % des décharges aux États-Unis. Alors que le résultat direct est que les décharges réduisent les émissions de composés non méthaniques qui forment le smog, le résultat indirect est également la réduction des émissions de méthane.
De plus, pour tenter d'absorber le méthane qui est déjà produit à partir des décharges, des expériences dans lesquelles des nutriments ont été ajoutés au sol pour permettre aux méthanotrophes de prospérer ont été menées. Il a été démontré que ces décharges enrichies en nutriments agissent comme un puits de méthane à petite échelle, permettant à l'abondance de méthanotrophes d'éponger le méthane de l'air pour l'utiliser comme énergie, réduisant ainsi efficacement les émissions de la décharge.
Pour réduire les émissions des industries du gaz naturel, l'EPA a développé le programme Natural Gas STAR. Ce programme a permis en 2020 d'éviter l'émission de 242,033 tonnes de méthane dans l'atmosphère.
Un autre programme a également été développé par l'EPA pour réduire les émissions provenant de l'extraction du charbon. Le Coalbed Methane Outreach Program (CMOP) aide et encourage l'industrie minière à trouver des moyens d'utiliser ou de vendre le méthane qui serait autrement rejeté par la mine de charbon dans l'atmosphère.

## Législation
En 2024, le Parlement européen a adopté une nouvelle loi imposant au secteur de l'énergie de diminuer ses émissions de méthane issues des secteurs du pétrole, du gaz fossile, du charbon et du biométhane, afin d'aligner les engagements environnementaux de l'industrie de l'énergie avec les objectifs climatiques et de qualité de l'air dans l'Union européenne. À partir de 2027, les exigences porteront aussi sur le pétrole, le gaz et le charbon importés.

## Surveillance des émissions de méthane
Un détecteur de méthane portable a été développé qui, monté dans un véhicule, peut détecter les niveaux excessifs de méthane dans l'atmosphère ambiante et différencier le méthane naturel de la végétation en décomposition ou du fumier et des fuites de gaz. En 2013, la technologie était déployée par Pacific Gas & Electric.
L'instrument de surveillance troposphérique à bord du vaisseau spatial Sentinel-5P de l'Agence spatiale européenne lancé en octobre 2017 fournit la surveillance des émissions de méthane la plus détaillée accessible au public. Il a une résolution d'environ 50 kilomètres carrés.
MethaneSat a été lancé en 2024 par l'Environmental Defense Fund en partenariat avec des chercheurs de l'Université de Harvard, pour surveiller les émissions de méthane avec une résolution améliorée de un kilomètre. MethaneSAT est conçu pour surveiller 50 grandes installations pétrolières et gazières, et pourrait également être utilisé pour la surveillance des décharges et de l'agriculture. Il reçoit un financement du projet Audacious (une collaboration de TED et de la Fondation Gates),,.

## Mesure du méthane atmosphérique

### Chromatographie des gaz
Le méthane est généralement mesuré par chromatographie en phase gazeuse. La chromatographie en phase gazeuse est un type de chromatographie utilisé pour distinguer des composés chimiques. Elle est généralement moins chère que les méthodes plus avancées, mais elle demande plus de temps et de main-d'œuvre.

### Méthode spectroscopique
Les méthodes spectroscopiques sont la méthode préférée pour les mesures de gaz atmosphériques en raison de sa sensibilité et de sa précision. De plus, les méthodes spectroscopiques sont le seul moyen de détecter à distance les gaz atmosphériques. La spectroscopie infrarouge couvre un large spectre de techniques, dont l'une détecte les gaz à partir de la spectroscopie d'absorption. Il existe différentes méthodes pour les méthodes spectroscopiques, y compris la spectroscopie d'absorption optique différentielle, la fluorescence induite par laser et l'infrarouge à transformée de Fourier.

#### Spectroscopie annulaire de cavité
La spectroscopie à cavité annulaire est la technique d'absorption IR la plus largement utilisée pour détecter le méthane. C'est une forme de spectroscopie d'absorption laser qui détermine la fraction molaire de l'ordre de parties par billion.